# Puchar Świata juniorów w biegach na nartorolkach 2024
Puchar Świata juniorów w biegach na nartorolkach 2024 rozpoczął się 17 lipca 2024 r. w łotewskiej Madonie, a zakończył 15 września tego samego roku we włoskim Ziano di Fiemme podczas Mistrzostw Świata Juniorów w Biegach na Nartorolkach 2024.
Obrońcami Kryształowych Kul byli: Włoszka Anna Maria Ghiddi oraz Kazach Sułtan Bazarbekow. Podobnie jak przed rokiem najlepszą wśród juniorek okazała się Włoszka Anna Maria Ghiddi, natomiast wśród juniorów nowym triumfatorem klasyfikacji generalnej okazał się Włoch Stefano Epis.

## Kalendarz i wyniki

### Kobiety
| Lp                                                                               | Data             | Miejscowość     | Dystans                                        | 1. miejsce                                                 | 2. miejsce                                | 3. miejsce                                           |
| -------------------------------------------------------------------------------- | ---------------- | --------------- | ---------------------------------------------- | ---------------------------------------------------------- | ----------------------------------------- | ---------------------------------------------------- |
| 1.                                                                               | 17 lipca 2024    | Madona          | 7.5 km s. dowolnym                             | Anna Maria Ghiddi                                          | Johanna Holmberg                          | Daryna Myhal                                         |
| 2.                                                                               | 18 lipca 2024    | Madona          | Sprint drużynowy 2x5.1 km s. klasycznym        | Włochy Maria Invernizzi · Anna Maria Ghiddi                | Ukraina I Sofija Szkatuła · Daryna Myhal  | Ukraina II Marija Pawłenko · Jewhenija Muracz        |
| 3.                                                                               | 20 lipca 2024    | Madona          | Sprint na 200 m s. dowolnym                    | Linda Kaparkalēja                                          | Johanna Holmberg                          | Anna Maria Ghiddi                                    |
| 4.                                                                               | 21 lipca 2024    | Madona          | 15 km s. dowolnym (start masowy)               | Johanna Holmberg                                           | Anna Maria Ghiddi                         | Darja Kim                                            |
| 5.                                                                               | 14 sierpnia 2024 | Szczuczyńsk     | Sprint na 200 m s. dowolnym                    | Anna Maria Ghiddi                                          | Johanna Holmberg                          | Maria Invernizzi                                     |
| 6.                                                                               | 15 sierpnia 2024 | Szczuczyńsk     | Sprint drużynowy mieszany 2x4.2 km s. dowolnym | Kazachstan I Anastasija Chwoszczenok · Amirgali Muratbekow | Włochy I Anna Maria Ghiddi · Stefano Epis | Kazachstan II Ajdana Czonkonowa · Jedylbek Jełubajew |
| 7.                                                                               | 17 sierpnia 2024 | Szczuczyńsk     | 10 km s. klasycznym                            | Johanna Holmberg                                           | Aida Chażyjewa                            | Darja Kim                                            |
| 8.                                                                               | 18 sierpnia 2024 | Szczuczyńsk     | 16 km s. dowolnym (start masowy)               | Johanna Holmberg                                           | Anna Maria Ghiddi                         | Anastasija Chwoszczenok                              |
| Mistrzostwa Świata Juniorów w Biegach na Nartorolkach 2024 (12–15 września 2024) |                  |                 |                                                |                                                            |                                           |                                                      |
| 9.                                                                               | 12 września 2024 | Ziano di Fiemme | 10 km s. dowolnym (start masowy)               | Anna Maria Ghiddi                                          | Johanna Holmberg                          | Emilie Ruud Lia                                      |
| 10.                                                                              | 13 września 2024 | Ziano di Fiemme | Sprint na 200 m s. dowolnym                    | Anna Maria Ghiddi                                          | Leona Garac                               | Linda Kaparkalēja                                    |
| 11.                                                                              | 14 września 2024 | Ziano di Fiemme | Sprint drużynowy 2x6.5 km s. dowolnym          | Szwecja Mira Göransson · Johanna Holmberg                  | Niemcy Sarah Hofmann · Luisa Dahlke       | Włochy Anna Maria Ghiddi · Anna Morandini            |
| 12.                                                                              | 15 września 2024 | Ziano di Fiemme | 13 km s. klasycznym (start masowy)             | Mira Göransson                                             | Johanna Holmberg                          | Emilie Ruud Lia                                      |

### Mężczyźni
| Lp                                                                               | Data             | Miejscowość     | Dystans                                        | 1. miejsce                                                 | 2. miejsce                                | 3. miejsce                                           |
| -------------------------------------------------------------------------------- | ---------------- | --------------- | ---------------------------------------------- | ---------------------------------------------------------- | ----------------------------------------- | ---------------------------------------------------- |
| 1.                                                                               | 17 lipca 2024    | Madona          | 10 km s. dowolnym                              | Jonatan Lindberg                                           | Carlo Cantaloni                           | Dāvis Kalniņš                                        |
| 2.                                                                               | 18 lipca 2024    | Madona          | Sprint drużynowy 2x5.1 km s. klasycznym        | Szwecja Ville Jutterdal · Jonatan Lindberg                 | Łotwa I Dāvis Kalniņš · Jēkabs Skolnieks  | Ukraina I Nazarij Teselski · Bohdan Nikulin          |
| 3.                                                                               | 20 lipca 2024    | Madona          | Sprint na 200 m s. dowolnym                    | Ville Jutterdal                                            | Bohdan Nikulin                            | Dāvis Kalniņš                                        |
| 4.                                                                               | 21 lipca 2024    | Madona          | 20 km s. dowolnym (start masowy)               | Jonatan Lindberg                                           | Tommaso Tozzi                             | Stefano Epis                                         |
| 5.                                                                               | 14 sierpnia 2024 | Szczuczyńsk     | Sprint na 200 m s. dowolnym                    | Davide Piccinini                                           | Grigorij Daczkin                          | Stefano Epis                                         |
| 6.                                                                               | 15 sierpnia 2024 | Szczuczyńsk     | Sprint drużynowy mieszany 2x4.2 km s. dowolnym | Kazachstan I Anastasija Chwoszczenok · Amirgali Muratbekow | Włochy I Anna Maria Ghiddi · Stefano Epis | Kazachstan II Ajdana Czonkonowa · Jedylbek Jełubajew |
| 7.                                                                               | 17 sierpnia 2024 | Szczuczyńsk     | 10 km s. klasycznym                            | Amirgali Muratbekow                                        | Jedylbek Jełubajew                        | Berіk Boranbajew                                     |
| 8.                                                                               | 18 sierpnia 2024 | Szczuczyńsk     | 20 km s. dowolnym (start masowy)               | Amirgali Muratbekow                                        | Grigorij Daczkin                          | Ratmir Jugaj                                         |
| Mistrzostwa Świata Juniorów w Biegach na Nartorolkach 2024 (12–15 września 2024) |                  |                 |                                                |                                                            |                                           |                                                      |
| 9.                                                                               | 12 września 2024 | Ziano di Fiemme | 10 km s. dowolnym (start masowy)               | Jonatan Lindberg                                           | Denys Muchotynow                          | Tilman Hartlieb                                      |
| 10.                                                                              | 13 września 2024 | Ziano di Fiemme | Sprint na 200 m s. dowolnym                    | Chüslen Ariundżargal                                       | Ville Jutterdal                           | Francesco Chiaradia                                  |
| 11.                                                                              | 14 września 2024 | Ziano di Fiemme | Sprint drużynowy 2x6.5 km s. dowolnym          | Szwecja Ville Jutterdal · Jonatan Lindberg                 | Włochy Tommaso Tozzi · Carlo Cantaloni    | Ukraina Denys Muchotynow · Bohdan Nikulin            |
| 12.                                                                              | 15 września 2024 | Ziano di Fiemme | 13 km s. klasycznym (start masowy)             | Tilman Hartlieb                                            | Carlo Cantaloni                           | Jonatan Lindberg                                     |

## Klasyfikacje

### Kobiety
| Lp. | Zawodniczka             | Punkty |
| --- | ----------------------- | ------ |
| 1.  | Anna Maria Ghiddi       | 889    |
| 2.  | Johanna Holmberg        | 880    |
| 3.  | Maria Invernizzi        | 628    |
| 4.  | Darja Kim               | 597    |
| 5.  | Chiara Agostinetto      | 481    |
| 6.  | Linda Kaparkalēja       | 392    |
| 7.  | Anastasija Chwoszczenok | 376    |
| 8.  | Dominika Łopit          | 348    |
| 9.  | Sabina Sulejmenowa      | 328    |
| 10. | Sofija Szkatuła         | 306    |

| Lp. | Zawodniczka             | Punkty |
| --- | ----------------------- | ------ |
| 1.  | Anna Maria Ghiddi       | 329    |
| 2.  | Johanna Holmberg        | 295    |
| 3.  | Maria Invernizzi        | 250    |
| 4.  | Linda Kaparkalēja       | 220    |
| 5.  | Chiara Agostinetto      | 212    |
| 6.  | Anastasija Chwoszczenok | 151    |
| 7.  | Darja Kim               | 150    |
| 8.  | Sabina Sulejmenowa      | 130    |
| 9.  | Jewgienija Wadutowa     | 112    |
| 10. | Marija Pawłenko         | 110    |

| Lp. | Państwo    | Punkty |
| --- | ---------- | ------ |
| 1.  | Włochy     | 4200   |
| 2.  | Szwecja    | 3740   |
| 3.  | Kazachstan | 2984   |
| 4.  | Ukraina    | 1864   |
| 5.  | Łotwa      | 1820   |
| 6.  | Niemcy     | 1507   |
| 7.  | Norwegia   | 1453   |
| 8.  | Estonia    | 968    |
| 9.  | Litwa      | 683    |
| 10. | Chorwacja  | 640    |

### Mężczyźni
| Lp. | Zawodnik         | Punkty |
| --- | ---------------- | ------ |
| 1.  | Stefano Epis     | 677    |
| 2.  | Tommaso Tozzi    | 608    |
| 3.  | Jonatan Lindberg | 544    |
| 4.  | Carlo Cantaloni  | 531    |
| 5.  | Ville Jutterdal  | 504    |
| 6.  | Bohdan Nikulin   | 435    |
| 7.  | Dāvis Kalniņš    | 433    |
| 8.  | Denys Muchotynow | 430    |
| 9.  | Grigorij Daczkin | 393    |
| 10. | Paweł Grenc      | 383    |

| Lp. | Zawodnik            | Punkty |
| --- | ------------------- | ------ |
| 1.  | Stefano Epis        | 271    |
| 2.  | Ville Jutterdal     | 222    |
| 3.  | Davide Piccinini    | 212    |
| 4.  | Tommaso Tozzi       | 195    |
| 5.  | Francesco Chiaradia | 189    |
| 6.  | Dāvis Kalniņš       | 169    |
| 7.  | Grigorij Daczkin    | 161    |
| 8.  | Jonatan Lindberg    | 154    |
| 9.  | Bohdan Nikulin      | 152    |
| 10. | Bruno Bilans        | 148    |

| Lp. | Państwo    | Punkty |
| --- | ---------- | ------ |
| 1.  | Włochy     | 4428   |
| 2.  | Łotwa      | 3143   |
| 3.  | Kazachstan | 2861   |
| 4.  | Szwecja    | 2394   |
| 5.  | Ukraina    | 2148   |
| 6.  | Norwegia   | 1713   |
| 7.  | Estonia    | 859    |
| 8.  | Rumunia    | 786    |
| 9.  | Niemcy     | 675    |
| 10. | Litwa      | 614    |

### Razem (K+M)
| Lp. | Państwo    | Punkty |
| --- | ---------- | ------ |
| 1.  | Włochy     | 8888   |
| 2.  | Szwecja    | 6334   |
| 3.  | Kazachstan | 6205   |
| 4.  | Łotwa      | 4963   |
| 5.  | Ukraina    | 4012   |
| 6.  | Norwegia   | 3238   |
| 7.  | Niemcy     | 2182   |
| 8.  | Estonia    | 1827   |
| 9.  | Litwa      | 1297   |
| 10. | Rumunia    | 1126   |